# Століття джазу (фільм, 1929)
Століття джазу (англ. The Jazz Age) — американська драма режисера Лінна Шоурса 1929 року.

## Сюжет
Чорно-біла американська драма про часи, коли джаз звучав від усюди, і всі веселилися як могли!

## У ролях
- Дуглас Фербенкс-молодший — Стів Максвелл
- Марселін Дей — Сью Рендалл
- Генрі Б. Волтхолл — містер Максвелл
- Мертл Стедман — місіс Максвелл
- Гертруда Мессінгер — Марджорі
- Джоел МакКрі — Тодд Сейлс
- Вільям Бехтель — містер Сейлс
- Е.Дж. Реткліфф — містер Рендалл
- Іона Холмс — Еллен Макбрайд
- Едгар Діарінг — поліцейський